# 衣冠冢

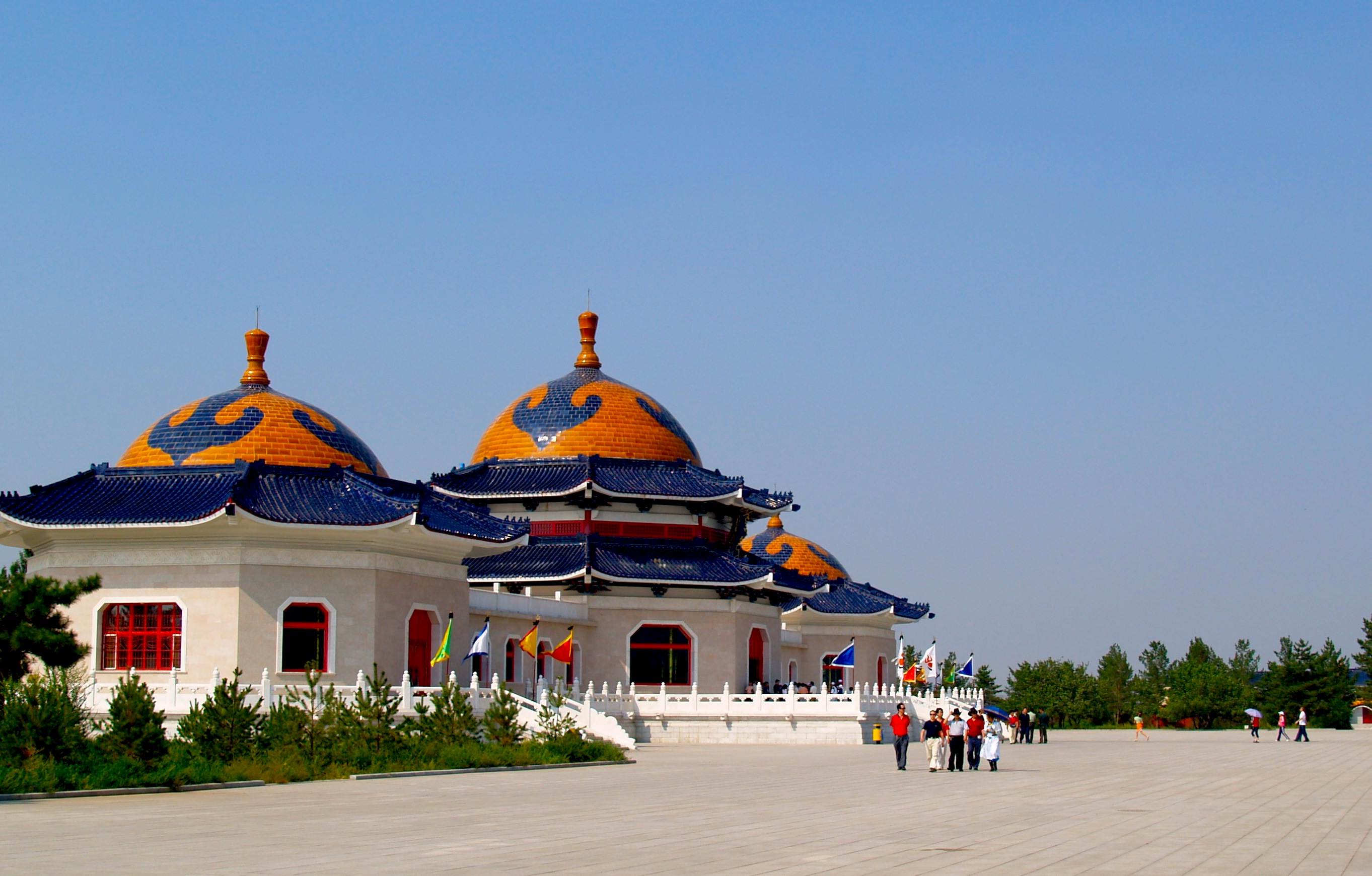
鄂尔多斯的成吉思汗衣冠冢

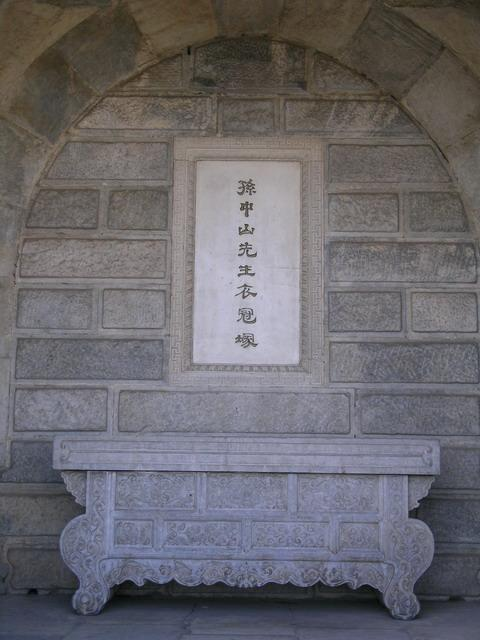
北京碧雲寺的孫中山先生衣冠冢

衣冠塚主要是指只埋有死亡者的衣冠而无死亡者尸体的坟墓。修建衣冠塚一般情况为尸体无法寻回，或处于避免尸体被发掘破坏的纪念或掩护性质。有時衣冠塚可能是某人最初的墳墓，後來墳墓遷往別處，最初的墳墓成為衣冠冢。

## 珠峰衣冠冢
在珠峰脚下就有一片衣冠冢，由于登山爱好者在攀登珠峰登顶的过程中，遭遇冰崩塌方遇难，尸体被埋在冰雪下面，无法找回或难以运回。因此为了纪念这些登山勇士，就把他们穿过的衣服埋在墓地裡。